# یوسف زعین
یوسف زعیّن (زاده ۱۷ نوامبر ۱۹۳۱ – درگذشته ۱۰ ژانویه ۲۰۱۶) نخست وزیر سابق کشور جمهوری عربی سوریه و زاده شهر ابوکمال بود.
وی از تاریخ ۲۳ سپتامبر ۱۹۶۵ تا ۲۱ دسامبر ۱۹۶۵ و ۲۵ فوریه ۱۹۶۶ تا ۲۹ اکتبر ۱۹۶۸ نخست وزیر سوریه بوده‌است.

## تولد و زندگی
وی در ابوکمال در تاریخ ۱۹۳۱ متولد شد. زعین از دانشکدهٔ پزشکی در دمشق فارغ‌التحصیل شد؛ و در جنگ الجزایر به عنوان داوطلب در یگان کلنل هواری بومدین مشغول به فعالیت شد و به اوضاع مجروح‌ها رسیدگی می‌کرد.